# Harry Bradshaw
Harry Bradshaw (Burnley, 15 giugno 1853 – Wandsworth, 28 settembre 1924) è stato un allenatore di calcio britannico.
Faceva parte della prima generazione di allenatori calcistici professionisti. Tra le squadre da lui allenate ci sono il Burnley, l'Arsenal e il Fulham.

## Biografia
Suo figlio, Joe Bradshaw, giocò nel Woolwich Arsenal sotto le sue direttive e diventò anch'egli allenatore del Fulham (1926-1929).

## Carriera

### Burnley
Pur non essendo mai stato un calciatore professionista, nel 1891 Bradshaw venne nominato segretario del Burnley, assumendone il ruolo di presidente due anni dopo. Nel 1896 divenne il primo manager della squadra. Quell'anno il Burnley chiuse all'ultimo posto della First Division, venendo retrocessa dopo aver perso anche i play-off. L'anno successivo, però, la squadra riuscì a riconquistare la promozione in prima divisione. Nella stagione 1898-1899 il Burnley riuscì addirittura a chiudere terzo in classifica, miglior piazzamento nella storia del club.

### Woolwich Arsenal
Nell'estate del 1899, Bradshaw si trasferì a sud, al Woolwich Arsenal, squadra di Second Division. Nella stagione 1903-1904, dopo numerosi tentativi falliti, la squadra londinese terminò al secondo posto in classifica, guadagnando per la prima volta nella sua storia la promozione in First Division. Dopo aver portato l'Arsenal in massima serie, nell'estate del 1904 Bradshaw lasciò per trasferirsi al Fulham, club di Southern Division, diventandone anche il primo allenatore professionista.

### Fulham
Con il Fulham Bradshaw conquistò il titolo della Southern Division per due volte consecutive, accedendo così alla Second Division al termine della stagione 1906-1907. Nella prima stagione della loro storia in un torneo organizzato dalla Football Association, il Fulham finì al quarto posto in classifica, raggiungendo al contempo anche le semifinali di FA Cup; comunque, negli anni successivi i risultati furono più modesti (nel 1908-1909 terminarono decimi). Nel 1909 Bradshaw lasciò i londinesi. Morì nel 1924.

## Palmarès

### Allenatore

#### Competizioni nazionali
- Second Division: 1

Burnley: 1897-1898